# Крејг (Мисури)
Крејг (енгл. Craig) град је у америчкој савезној држави Мисури.

## Демографија
По попису из 2010. године број становника је 248, што је 61 (-19,7%) становника мање него 2000. године.
| Група             | 2000.       | 2010.       |
| Белци             | 307 (99,4%) | 245 (98,8%) |
| Афроамериканци    | 0 (0,0%)    | 0 (0,0%)    |
| Азијати           | 0 (0,0%)    | 0 (0,0%)    |
| Хиспаноамериканци | 1 (0,3%)    | 2 (0,8%)    |
| Укупно            | 309         | 248         |